# Pórtugos
Pórtugos és un municipi andalús situat en la part central de la Alpujarra (província de Granada). Limita amb els municipis de Trevélez, Busquístar, La Taha i Capileira. Gran part del seu terme municipal es troba en el Parc nacional de Sierra Nevada